# Sebastian Maggi
Sebastian Maggi (ur. ok. 1414 w Brescii, zm. 16 grudnia 1496 w Genui) – włoski zakonnik, jeden z największych kaznodziejów dominikańskich (OP) swoich czasów, prezbiter, błogosławiony Kościoła rzymskokatolickiego.